# Lilla Gåstjärnen
Lilla Gåstjärnen är en sjö i Marks kommun i Västergötland och ingår i Viskans huvudavrinningsområde.